# Synefryna
Synefryna – organiczny związek chemiczny z grupy alkaloidów o charakterze stymulanta. Występuje naturalnie, pozyskuje się ją głównie z owoców gorzkich pomarańczy (Citrus aurantium). Preparaty wykorzystujące synefrynę mają długą tradycję w medycynie chińskiej, gdzie jest znana są pod nazwą Zhi Shi. 